# Don Otten
Donald Frederick Otten, detto Don (Bellefontaine, 18 aprile 1921 – Lima, 18 settembre 1985), è stato un cestista statunitense, professionista nella NBL e nella NBA. Era il fratello di Mac Otten.

## Palmarès
- NBL MVP (1949)
- All-NBL First Team (1949)
- All-NBL Second Team (1948)
- Miglior marcatore NBL (1949)